# Pomnik na Rynku w Nekli
Pomnik na Rynku w Nekli – kamień pamiątkowy upamiętniający nadanie w roku 2000 praw miejskich Nekli oraz 100-lecie budowy miejscowego Kościoła św. Andrzeja Apostoła. Znajduje się na Rynku, na skwerze od strony ulicy Dworcowej.

## Opis
Nekla była miastem w latach 1725–1793. Odzyskała prawa miejskie 1 stycznia 2000. Wydarzenie to upamiętnia pomnik – głaz narzutowy z metalową tablicą pamiątkową. 
Górną część tablicy wieńczy herb Nekli – Ogończyk w otoczeniu liści lauru. Poniżej znajduje się inskrypcja: PAMIĄTKA / NADANIA / PRAW MIEJSKICH / ORAZ 100-LECIA / BUDOWY KOŚCIOŁA / pw. ŚW. ANDRZEJA APOSTOŁA / W NEKLI / A.D. 2000.